# Volsinii

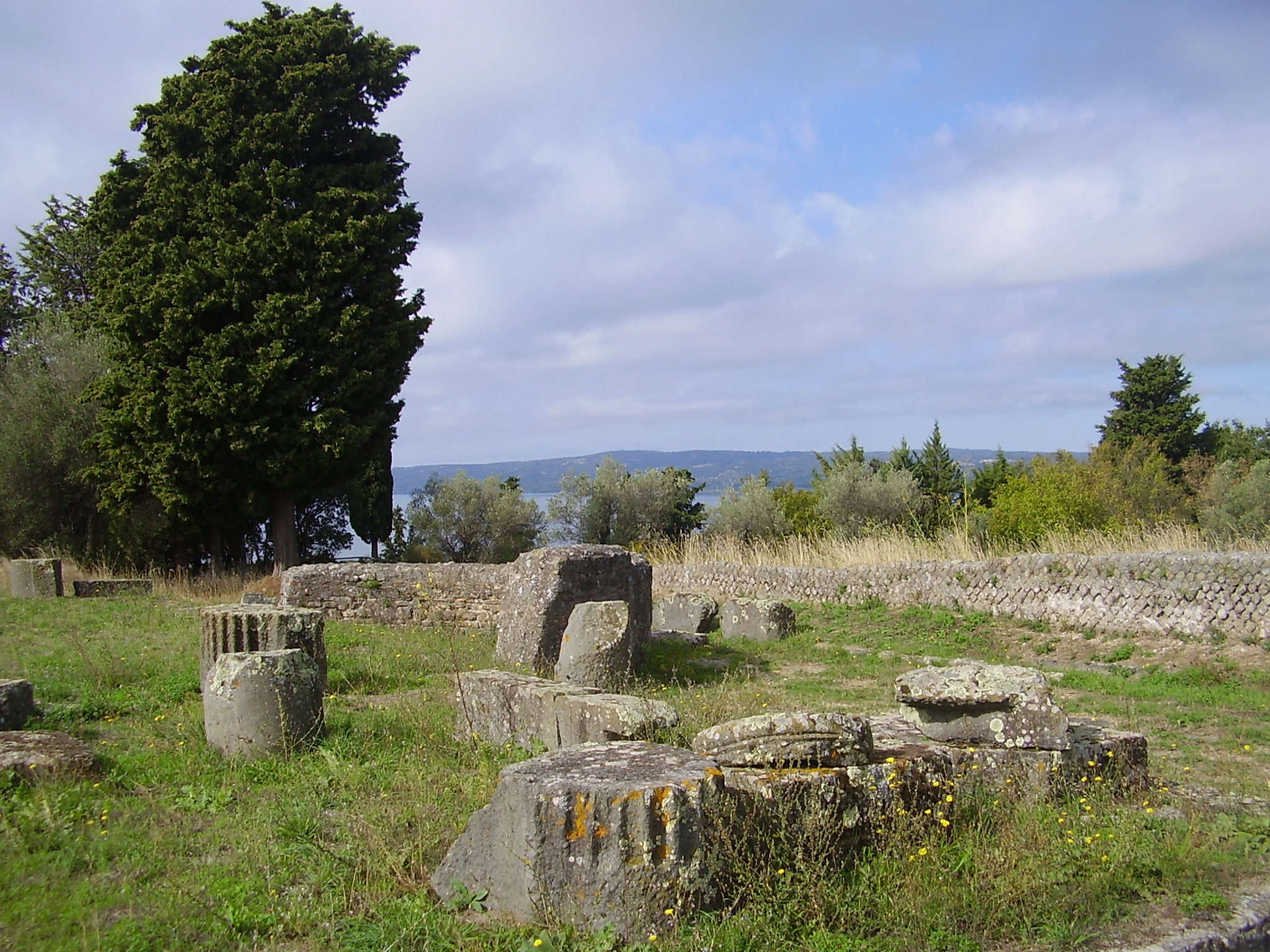
Archeologische site in Volsinii

Volsinii (Etruskisch: Velzna) was een oude Etruskische stad, lid van de Etruskische Twaalfstedenbond. Ze valt wellicht te identificeren met de huidige stad Orvieto of een voorloper van Bolsena.

## Ontstaan en bloeiperiode
Archeologisch onderzoek wees uit dat de site reeds bewoond werd tijdens de Villanova-periode, maar de stad Volsinii bereikte haar hoogste bloei aan het begin van de 6e eeuw v.Chr. Diverse materiële overblijfselen lijken te wijzen op een vrij democratisch geordende samenleving en op grote welvaart, die het gevolg was een drukke handelsactiviteit, hoofdzakelijk gericht op Zuid-Italië en vandaar op Griekenland en het oostelijke Middellandse Zeegebied. Onder de talrijke ingevoerde waren moet men vooral het Attisch vaatwerk vermelden, dat aanzette tot de productie van eigen vaatwerk geïnspireerd op Attische voorbeelden. De handelsactiviteit stelde de stad ook open voor externe invloeden vanuit Umbrië en Latium, en zelfs van Kelten en Grieken.
Livius vermeldt het bestaan, in de onmiddellijke omgeving van Volsinii, van het beroemde Fanum Voltumnae, een heiligdom van de Etruskische godin Voltumna, waar de hoofden van de Twaalfstedenbond op regelmatige tijden hun bijeenkomst hielden.

## Verval
Archeologische bronnen laten vermoeden dat de stedelijke activiteit geleidelijk werd overvleugeld door het omringende platteland. Deze verschuiving werd zeker aangemoedigd door de landaristocratie. Toen de Etrusken immers gestadig hun greep op de handel in de Tyrreense Zee verloren en het jonge Rome begonnen was aan zijn expansie naar het noorden toe, verkozen de grootgrondbezitters van Volsinii hun autonomie veilig te stellen en concentreerden zich op de exploitatie van hun bezittingen op het platteland, waarvoor zij werkkrachten uit de stad aantrokken.
Op die manier ontstond binnen de stad een soort machtsvacuüm door het wegvallen van de heersende klasse. Cassius Dio en Orosius vermelden hoe de stad het slachtoffer werd van haar eigen democratische en libertijnse ingesteldheid. Het stedelijke proletariaat, hoofdzakelijk bestaande uit vrijgelaten slaven, veroverde immers op gewelddadige wijze de macht. Op die manier van hun stedelijke bezittingen en privileges beroofd, zochten de benadeelde aristocraten toevlucht en steun in Rome, dat maar al te graag hulp kwam bieden.
In 264 v.Chr. maakten de troepen van Fulvius Flaccus zich meester van Volsinii. De Romeinen plunderden en verwoestten de stad. Plinius de Oudere (Nat. Hist. 34, 34) vertelt dat zij daarbij meer dan 2000 beelden buitmaakten. Vervolgens deporteerden zij de resterende bevolking naar de 20 km verder gelegen oever van de Lacus Volsiniensis (nu het Meer van Bolsena), waar zij de nieuwe colonia Volsinii Novi (nu Bolsena) stichtten. Deze naam stond in tegenstelling tot de oude stad, in het Latijn Urbs vetus, waaruit de naam (en de stad) Orvieto zich ontwikkelde. Tussen en in de buurt van beide steden zijn veel Etruskische ruïnes gevonden.

## Bron
- Alberto Trombetta, art. La Forteresse de Tuf: Orvieto, in Voyage archéologique en Italie,  p. 68 – 73, Parijs (Gründ), 2001.